# Le due maestà
Le due maestà (Les Deux Majestés) è un quadro dipinto dal pittore francese Jean-Léon Gérôme nel 1883. Quest'olio su tela ritrae un leone seduto su un promontorio roccioso che si affaccia su un deserto, mentre guarda il Sole che tramonta. L'opera pertanto ritrae il re degli animali di fronte alla regina delle stelle (da cui il titolo), a metà tra la pittura animalistica e il paesaggio. Oggi l'opera è conservata al museo d'arte di Milwaukee, a Milwaukee, nel Wisconsin, negli Stati Uniti d'America.

## Descrizione

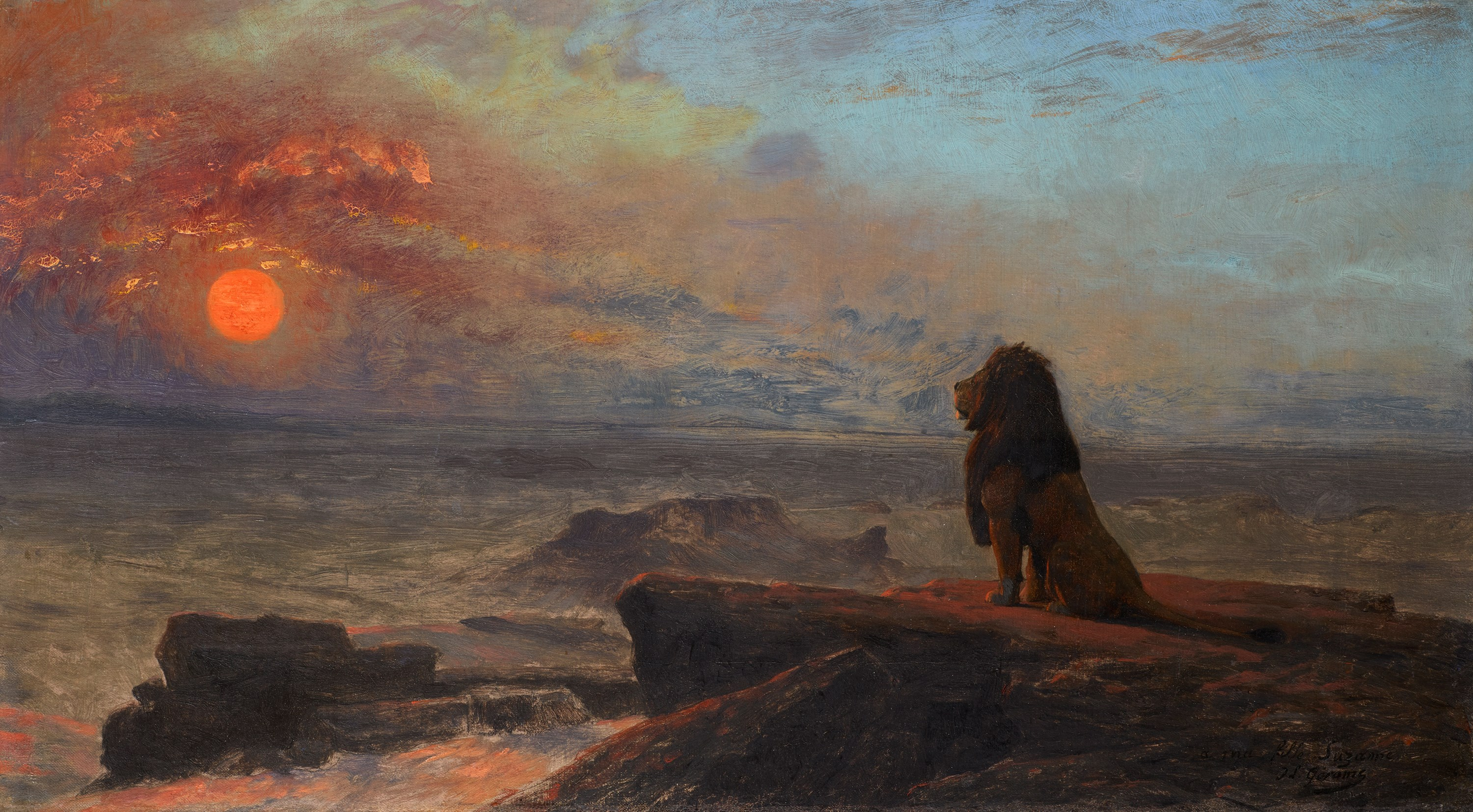
Uno schizzo a olio del quadro.

Negli anni 1870 e 1880, Jean-Léon Gérôme dipinse varie scene che ritraevano degli animali nella natura, in particolare delle tigri e dei leoni: nello stesso anno della creazione di questo quadro, infatti, egli ne dipinse uno intitolato Nominor Leo ("Sono chiamato Leone" in latino), che ritrae un leone che guarda lo spettatore. L'ispirazione per queste opere aventi come protagonisti degli animali potrebbe essere dovuta all'amicizia di Gérôme con gli artisti Emmanuel Frémiet e Antoine-Louis Barye, noti per le loro sculture ritraenti mammiferi vari.
L'unico personaggio di questa tela è appunto un leone solitario che osserva silenziosamente il tramonto del Sole. Al di sotto del felino si ammira una valle desertica molto ampia che si estende fino al mare. La scelta di questo animale potrebbe essere dovuta a un significato simbolico che riguarda l'artista: "Léon" era il secondo nome del pittore, e il leone era un animale associato al santo cristiano Girolamo, che in francese si chiama Jérôme (da cui il cognome Gérôme).
Esistono alcuni schizzi dell'opera, incluso uno a olio che l'artista aveva donato a sua figlia Suzanne pochi anni prima di morire. Da quest'opera, inoltre, venne tratta una poesia del poeta Edme Paz, tratta dalla raccolta Les Anémiees.